# Lista primarilor Craiovei
Acesta este o listă cu primarii Craiovei: 

## Secolul XIX
- Gheorghe Chițu 1864-1866
- Constantin Otetelișanu 1866-1868
- Anastase Stolojan 1868-1869
- Mihai Măldărescu 1869-1870
- Ion Vorvoreanu 1870-1871
- Mihail Zavarof 1871-1872
- Iorgu Cacaliceanu 1872-1873
- Costică Haralambie 1872-1873
- Emanoil Chinezu 1872-1873
- Ștefan Rusănescu 1873
- Gogu Vorvoreanu 1873-1874
- Barbu Bălcescu 1874-1875
- Gheorghe Pesicu 1875-1876
- Statie Stoenescu 1876
- Gheorghe Pesicu 1877-1879
- Dumitru Căpreanu 1880
- Gheorghe Pesicu 1880-1883
- Alexandru Nicolaide 1883-1887
- Nicolae Racoviță 1887-1888
- Gheorghe Calețeanu 1889
- Ulysse Boldescu 1890-1894
- Ștefan Pleșea 1895
- Mihail Măldarescu 1896-1898
- Nicolae Romanescu 1898-1899[1]

## Secolul XX
- Ulysse Boldescu 1899-1901
- Nicolae Romanescu 1901-1905
- Nicu Economu 1905-1906
- Constantin Ciocăzan 1907-1911
- Ion Pessiacov 1911-1912
- Nicolae Guran 1912-1914
- Nicolae Romanescu 1914-1916
- Constantin Poenaru 1916-1918
- Grigore D. Pencioiu 1918
- Constantin Pop 1919
- Ionel Popescu 1920
- Ion Georgescu 1920-1922
- Ilie Antonioni 1922
- Constantin Neamțu 1923-1924
- Constantin Negrescu 1924-1927
- Emanoil Tătărescu 1927-1928
- Iuliu Vulcănescu 1928-1929
- Nicolae Romanescu 1929
- Constantin Potârcă 1929-1930
- Traian Angelescu 1931-1932
- Constantin Potârcă 1932-1933
- Ion Rădulescu 1938
- Alexandru Hagi Gheorghe 1938
- Constantin Potârcă 1938
- General Constantin Zeno Vasiliu 1938-1940
- Dr. Ion Trifan 1940-1941
- Dr. Zeno Vasilescu 1944-1947
- Ion Dina 1948-1953
- Romulus Năzdravan 1953-1958
- Gheorghe Arustei 1958-1961
- Marin Iordache 1961-1964
- Petre Gigea 1965-1968
- Ion Zăvaleanu 1968-1973
- Vasile Bulucea 1973-1977
- Stefan Negreț 1977-1980
- Constantin Chițimia 1981-1986
- Marin Lungu 1986-1988
- Ion Voiculescu 1988-1989
- Ion Botofei 1990-1990
- Constantin Bușoi 1990
- Tudor Radulescu 1990-1992
- Dan Nicolae 1992-1995
- Suvaina Ion(primar cu delegatie) 1995-1996

## Secolul XXI
- Vasile Bulucea 1996-2004
- Antonie Solomon 2004 - 2012 (suspendat în 2009, suplinit de viceprimarul Mărinică Dincă 2009 - 2012)
- Lia Olguța Vasilescu 2012 - 2017 (pe 4 ianuarie a demisionat din funcția de primar al municipiului Craiova fiind înlocuită de viceprimarul Mihail Genoiu pe postul de primar interimar).
- Mihail Genoiu 2017 - 2020, fost viceprimar al Craiovei
- Lia Olguța Vasilescu 2020 - prezent